# ورید براکیوسفالیک
سیاهرگ بازویی‌سری یا ورید براکیوسفالیک (Brachiocephalic vein) از به هم پیوستن سیاهرگ‌های ژوگولار داخلی و ساب کلاوین (زیرترقوه‌ای) در دو طرف تشکیل شده و به ورید اجوف فوقانی می‌ریزد. این وریدها خون سر و دستها را به قلب باز می‌گردانند. طول سیاهرگ بازویی‌سری سمت چپ از ورید سمت راست بیشتر است. به این سیاهرگ ورید بی‌نام نیز گفته می‌شود.

## نگارخانه

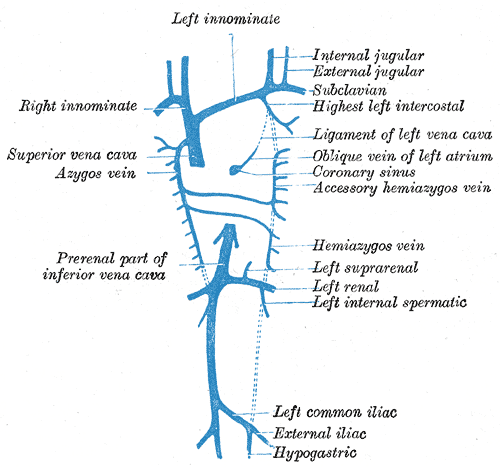
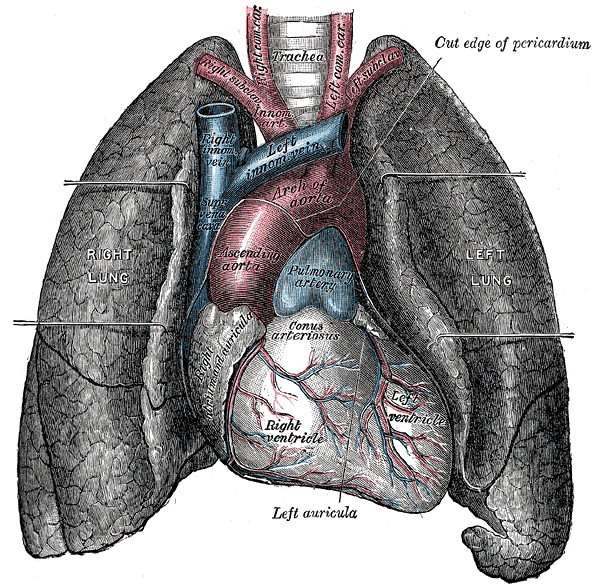
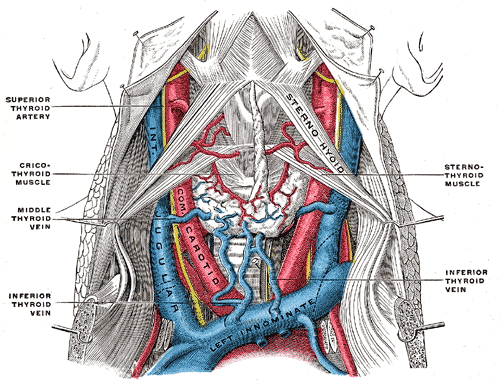
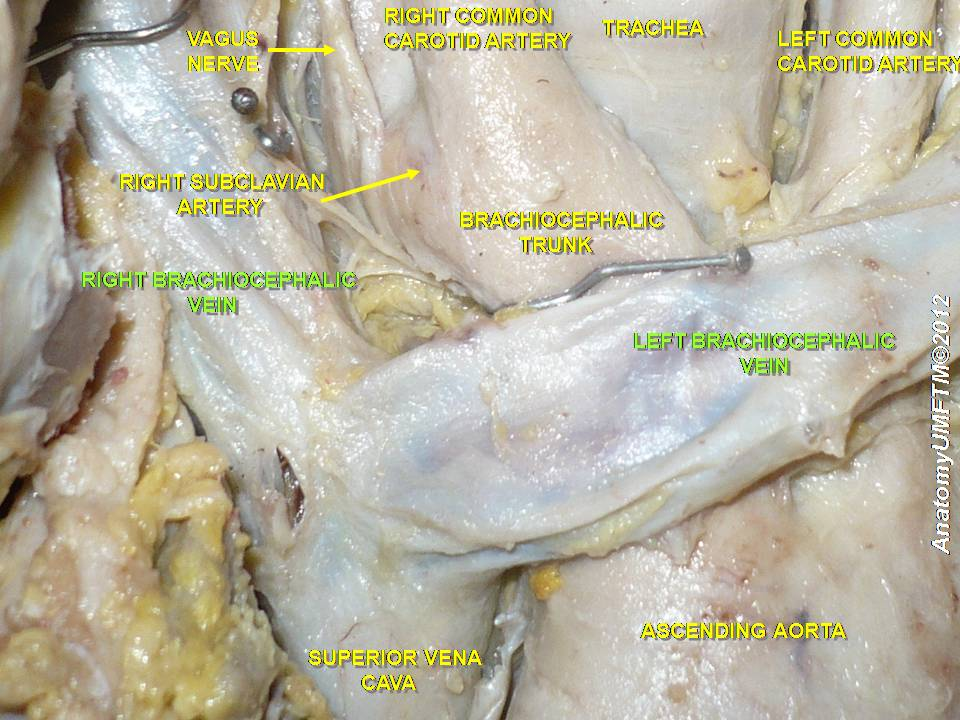
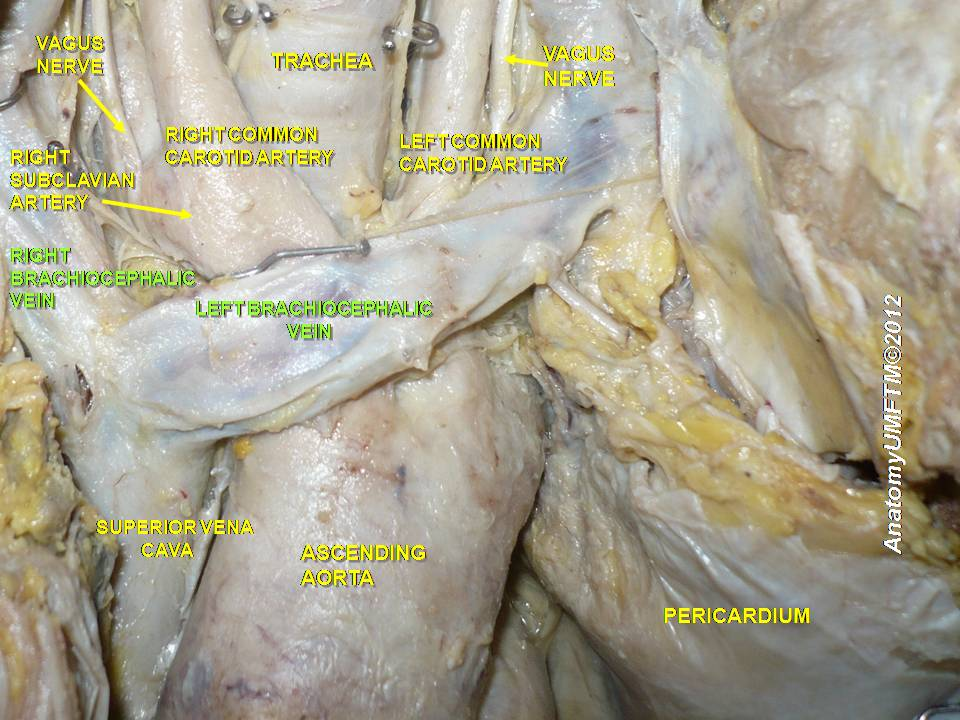
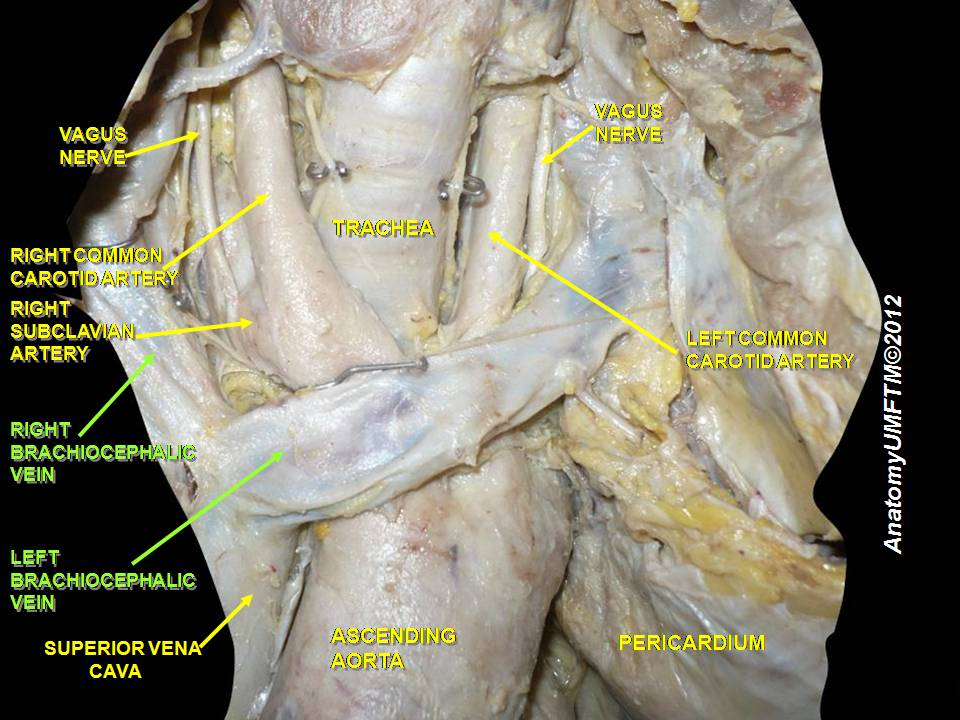